# Ludwig 4. af Hessen og ved Rhinen
Storhertug Ludvig 4. af Hessen og ved Rhinen (tysk: Großherzog Ludwig IV. von Hessen und bei Rhein; 12. september 1837 – 13. marts 1892) var storhertug af Hessen og ved Rhinen fra 1877 til sin død i 1892. Han var ældste søn af prins Karl af Hessen og ved Rhinen og prinsesse Elisabeth af Preussen. Da hans onkel, storhertug Ludvig 3. af Hessen og ved Rhinen, døde barnløs i 1877 blev han storhertug.

## Biografi

### Første ægteskab
Ludwig blev gift 1. juli 1862 med prinsesse Alice af Storbritannien (1843-1878), datter af dronning Victoria af Storbritannien. De fik syv børn:
1. Viktoria af Hessen og ved Rhinen – (5. april 1863 – 24. september 1950) gift 1884 med Louis af Battenberg – 4 børn.
2. Elisabeth af Hessen og ved Rhinen – (1. november 1864 – 18. juli 1918) gift 1884 med Sergej Aleksandrovitj af Rusland – ingen børn.
3. Irene af Hessen og ved Rhinen – (11. juli 1866 – 11. november 1953) gift 1888 med Heinrich af Preussen – 3 børn.
4. Ernst Ludwig af Hessen og ved Rhinen – (25. november 1868 – 9. oktober 1937) gift 1894 med Victoria Melita af Sachsen-Coburg-Gotha og skilt 1901 – 2 børn. 
 Gift anden gang i 1905 med Eleonore af Solms-Hohensolms-Lich – 2 børn.
5. Friedrich af Hessen og ved Rhinen – (7. oktober 1870 – 29. maj 1873) havde hæmofili og døde af en hjerneblødning efter et fald fra et vindue.
6. Alix af Hessen og ved Rhinen – (6. juni 1872 – 17. juli 1918) gift 1894 med Nikolaj 2. af Rusland – 5 børn.
7. Marie af Hessen og ved Rhinen – (24. maj 1874 – 16. november 1878) død af difteri.

Lykken var ikke just med parret. I begyndelsen af 1873 fandt de ud af, at deres yngste søn, Friedrich, havde hæmofili, en arvelig blødersygdom, som skulle plage adskillige af dronning Victoria af Storbritanniens efterkommere. Han legede med sin ældre bror Ernst Ludwig og faldt ud af et vindue. Han døde få timer senere af en hjerneblødning. Denne tragedie var kun indledningen, for i begyndelsen af november 1878 blev familien ramt af difteri. Først var det den ældste datter, Viktoria, der blev syg og seks dage senere også Alexandra. Ganske få timer senere blev den yngste datter Marie også syg. Så Irene og den 14. november var både Ludwig og sønnen Ernst Ludwig også blevet syge. Marie døde den 16. november og moderen Alice var utrøstelig. I et par uger uger skjulte hun sandheden om Maries bortgang for de syge børn. Sønnen Ernst Ludwig græd og Alice forsøgte at trøste ham og blev smittet. Hun døde den 14. december.

### Andet ægteskab
Efter sin hustrus død giftede Ludwig sig den 30. april 1884 med Alexandrina Hutten-Czapska (1854-1941) til venstre hånd. Ægteskabet, der skabte stort furore i familien, blev dog annulleret året efter.

### Militære karriere
Ludwig førte sin egen hær til nederlag i den Preussisk-østrigske krig i 1866 på østrigsk side. Det førte til indlemmelsen af de øvrige hessiske hertugdømmer i Preussen, så der herefter kun var linjen i Hessen-Darmstadt tilbage.
I Den fransk-preussiske krig i 1870-1871 deltog han på preussisk side. Sejren førte til proklamationen af Tyske Kejserrige.